# یوکوزه، سایتاما
یوکوزه، سایتاما (به لاتین: Yokoze, Saitama) یک منطقهٔ مسکونی در ژاپن است که در استان سایتاما واقع شده‌است. یوکوزه ۴۹٫۳۶ کیلومترمربع مساحت و ۸٬۴۷۰ نفر جمعیت دارد.